# Karl IX:s kanal
Se även Karls grav vid Vänersborg.

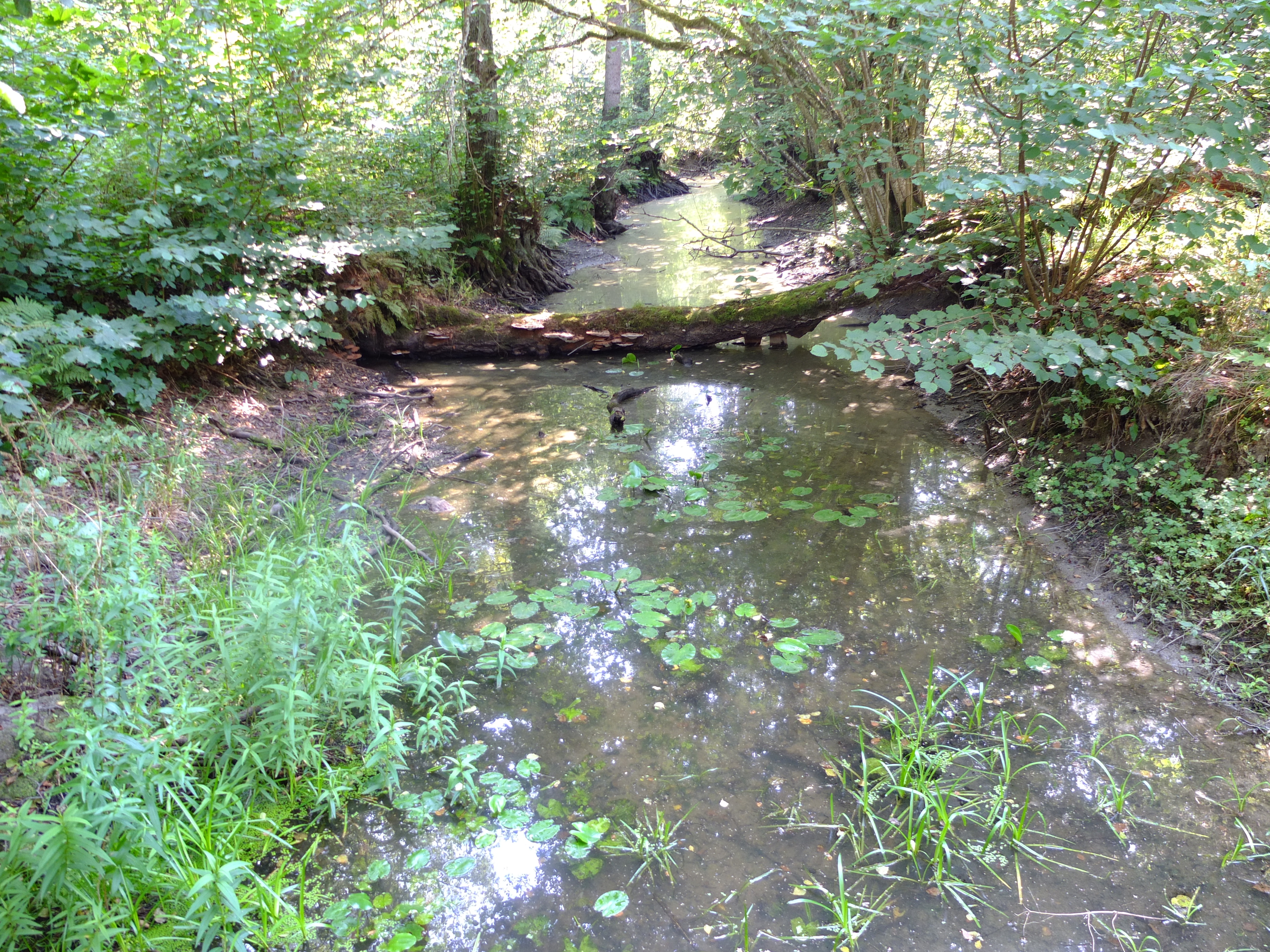
Karl IX:s kanal vid Skjulsta, Eskilstuna.

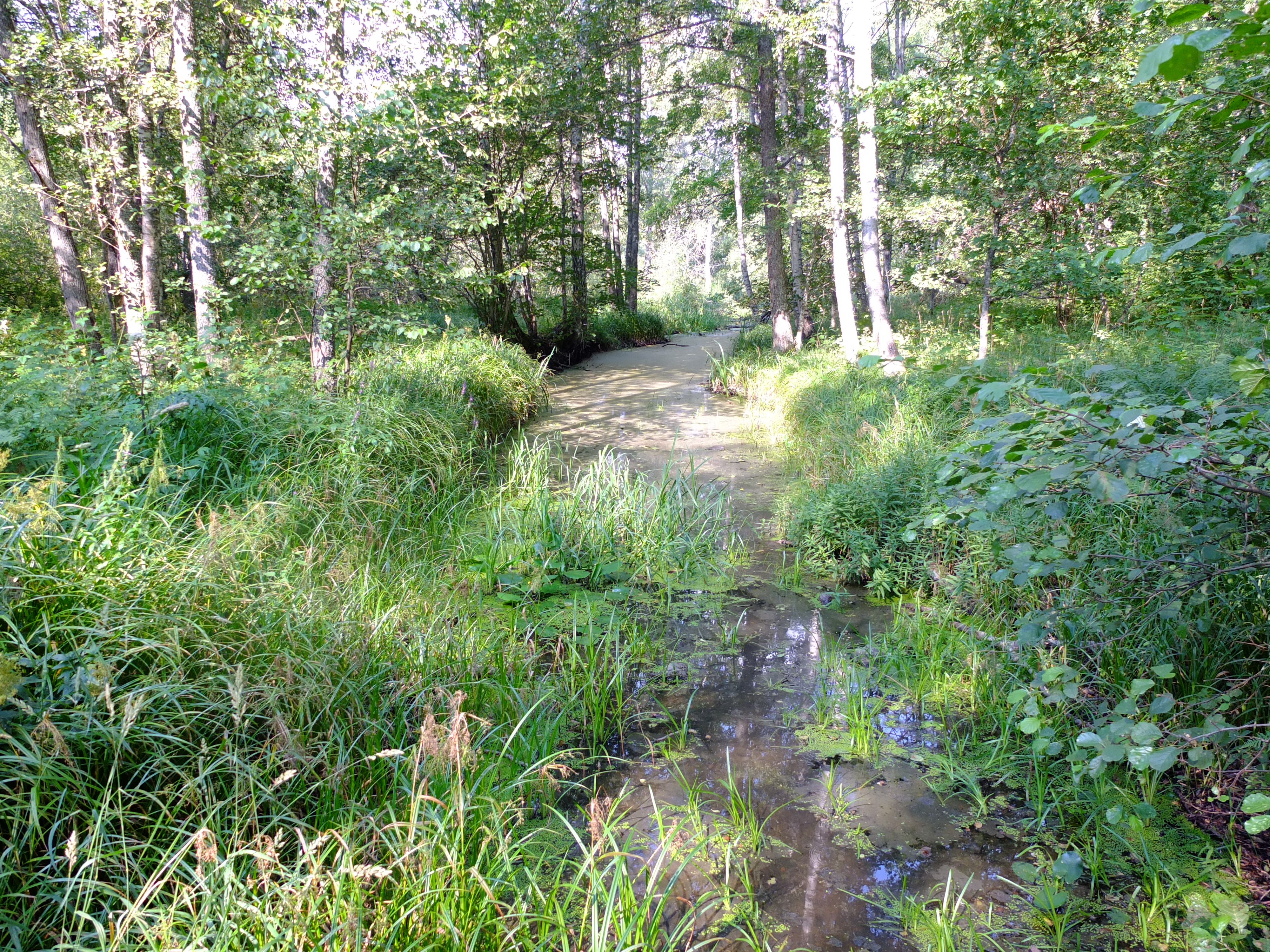
Karl IX:s kanal vid Skjulsta.

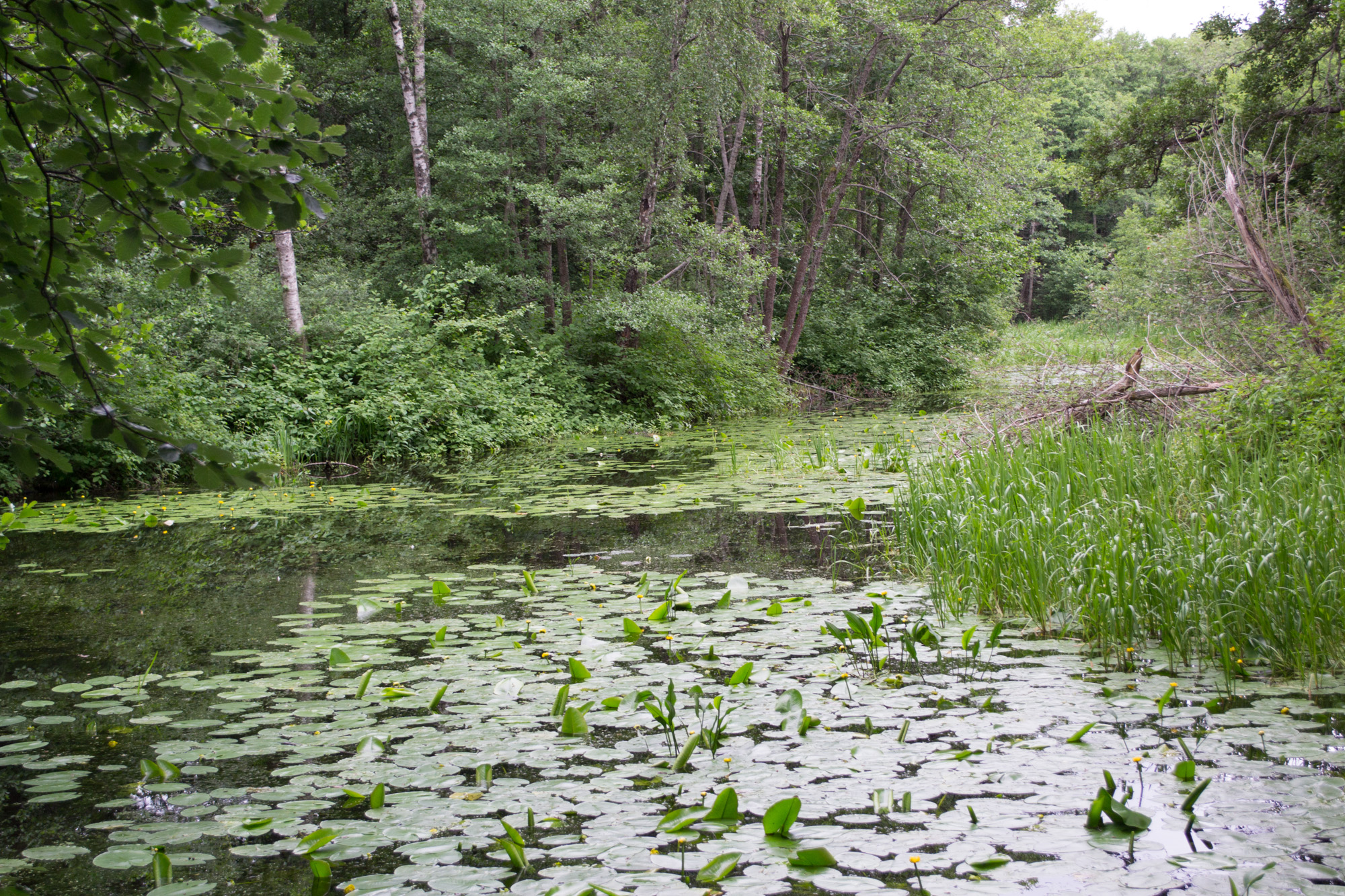
Karl IX:s kanal vid Rosenfors i Skogstorp. Till vänster i bilden Rosenforsparken

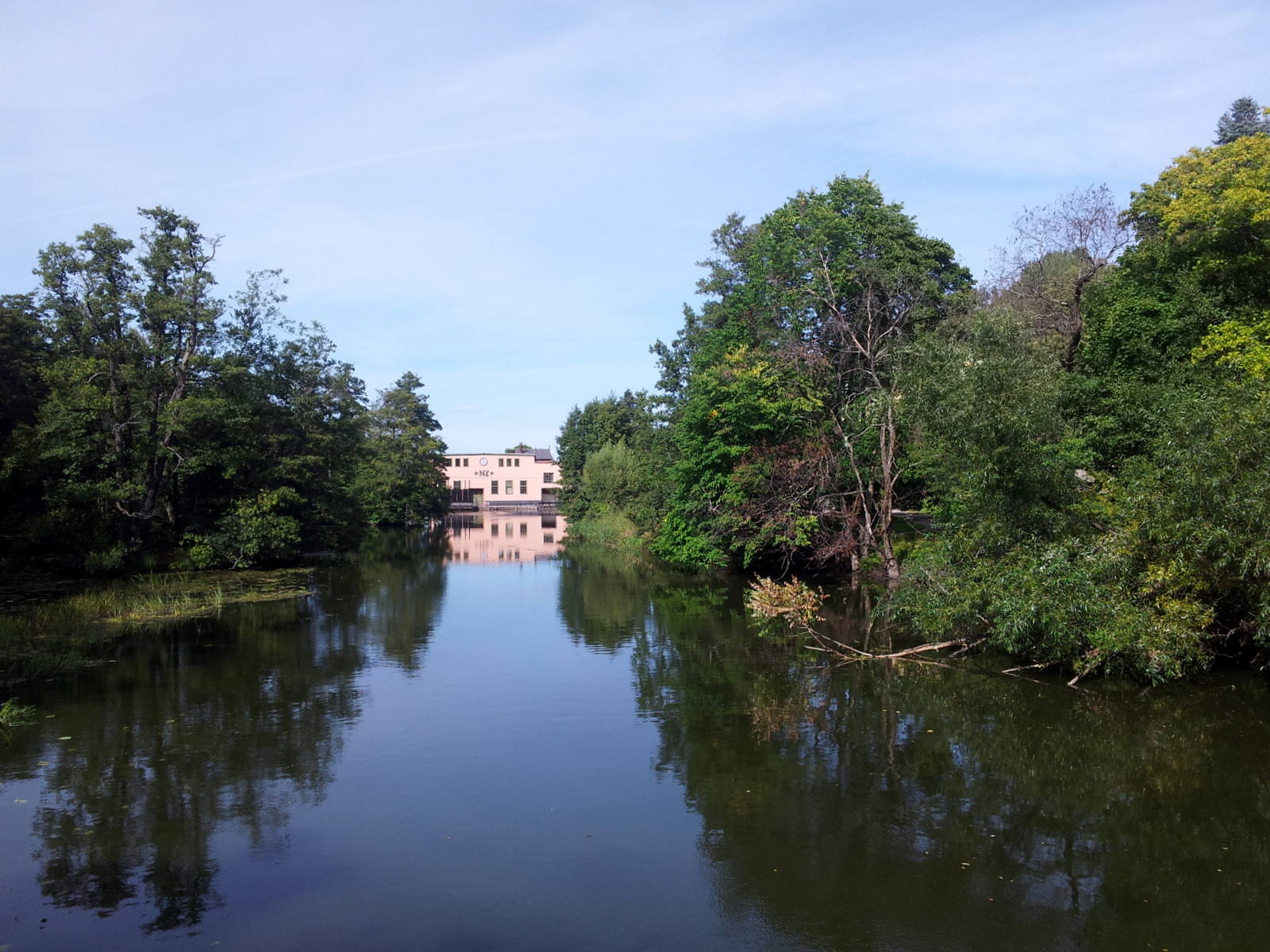
Nybyån vid Nyby bruk i Torshälla stad.

Karl IX:s kanal eller Hertig Karls graf var en  kanal som förband Hjälmaren med Mälaren. Detta var i grunden en kanalisering av Eskilstunaån. På ett par sträckor, nämligen vid Torshälla stad och Skjulsta, grävde man dock nya sidokanaler förbi besvärliga forsar i ån. Byggarbetena påbörjades omkring år 1596, och kanalen synes ha tagits i bruk år 1610. Redan på 1620-talet blev slussarna obrukbara på grund av bristande underhållsarbete, men trafiken kan ändå ha pågått till omkring 1650. Kanalen ersattes av Hjälmare kanal.

## Historik
Redan Gustav Vasa intresserade sig för möjligheten att förbinda Östersjön med Västerhavet, för att göra sig oberoende av Hansan och av Öresundstullen. Tanken var att förbinda Lödöse vid Göta älv med Mälaren och Stockholm. Även Erik XIV umgicks med liknande planer. Det blev dock hertig Karl, som kung Karl IX, som började sätta planerna i verket. Första steget var att upprätta en segelbar förbindelse mellan Hjälmaren och Mälaren.
Arbetena började 1596, eller tidigare, med att anlägga en två kilometer lång kanal förbi Torshällafallen i Eskilstunaån. Arbetena kan ha varit avbrutna en tid, men återupptogs år 1600, vilket framgår av en "tänkesedel" från fogden på Eskilstunahus slott, Anders Bröms. Arbetet fortsattes av de "tyska grävarna" Clas och Cristiern, under överinseende av vallmästaren vid Nyköpingshus, Petter von Lybeck. På denna sträcka byggdes även tre slussar. Arbetet på dessa påbörjades år 1603. Mellan Torshälla och "Gården" fanns även ett vattenfall, där det byggdes en sluss.
Samtidigt som detta arbete pågick, påbörjades även slussbyggnation vid de högre fallen, belägna vid Eskilstuna och Fors. Vid Tunafors byggdes tre slussar under åren 1605-1608. Vid Skjulsta fick man på långa sträckor använda tillmakning, eller "bränning", för att ta sig förbi de där belägna forsarna. Enligt plan skulle man även bygga fyra slussar vid Skogstorp och Hyndevad. Arbetet vid Hyndevad kom igång 1607. Fogden vid Eskilstuna slott rapporterade sommaren 1610 till Karl IX att slussarna var färdigställda.
Slussarna var byggda av grovt timmer, tätade med mossa och drev, samt tjärstrukna. De var förstärkta med sten och järn. Man vet inte exakt hur många slussar som byggdes, men man antar att de ska ha varit 14 till antalet, varav en del ska ha varit "halvslussar" som endast bestod av en slussport. Arbetet med kanalen verkställdes till stor del av hemmavarande krigsfolk. Underhållet skedde från Eskilstuna gård. Redan på 1620-talet ska slussarna ha blivit obrukbara på grund av bristande underhåll, men kanalen ska ändå i viss mån ha använts fram till omkring år 1650.

## Rester av kanalen idag
Nybyån i Torshälla utgör en rest av kanalen. Nybyån har utnyttjats som kraftresurs för Nyby bruk..
Vid Skjulsta i Eskilstuna finns rester av en 350 meter lång och 5–8 meter bred sträcka utan slussar synliga i ett skogsparti öster om Hyndevadsån. Den grävdes 1607–1608 och ledde båtarna förbi förbi forsarna vid Skjulsta.
Två rester av kanalen finns också vid Skogstorp. En 300 meter lång sträcka öster om ån vid Rosenfors och en 300 meter lång sträcka öster om ån vid det tidigare hammarområdet strax uppströms.
Hjälmarsänkningen 1878-1887 medförde att Hjälmarens yta sänktes med cirka 1,3 meter. Detta innebar att Hyndevadsströmmen i Hyndevadsån (Eskilstunaåns förlängning) även sänktes. Detta skedde 1879-1882. Det är inte osannolikt att resterna av den sluss som låg närmast Hjälmaren (Tyskhyndevads fall) därvid har förstörts.

## Eskilstuna och Torshälla kanal
Huvudartikel: Eskilstuna och Torshälla kanal
År 1861 invigdes Eskilstuna och Torshälla kanal, som är en kanal mellan Mälaren och Eskilstuna. I Torshälla går den grävda kanalen öster om staden, och har således en annan sträckning än Karl IX:s kanal. Till skillnad från Karl IX:s kanal är kanalen inte seglingsbar uppströms Eskilstuna.